# Tennistoernooi van Rosmalen 1996
|                                     |  |                                        |
| Anke Huber, winnares bij de vrouwen |  | Richey Reneberg, winnaar bij de mannen |

Het tennistoernooi van Rosmalen van 1996 werd van 10 tot en met 22 juni 1996 gespeeld op de grasbanen van het Autotron Expodome in de Nederlandse plaats Rosmalen, onderdeel van de gemeente 's-Hertogenbosch. De officiële naam van het toernooi was Heineken Trophy.
Het toernooi bestond uit twee delen:
- WTA-toernooi van Rosmalen 1996, het toernooi voor de vrouwen werd gehouden van 17 tot en met 22 juni
- ATP-toernooi van Rosmalen 1996, het toernooi voor de mannen werd gehouden van 10 tot en met 16 juni

ATP-toernooi van Rosmalen – WTA-toernooi van Rosmalen

1996 · 1997 · 1998 · 1999 · 2000 · 2001 · 2002 · 2003 · 2004 · 2005 · 2006 · 2007 · 2008 · 2009 · 2010 · 2011 · 2012 · 2013 · 2014 · 2015 · 2016 · 2017 · 2018 · 2019 · 2020-2021 · 2022 · 2023 · 2024